# Стари трапер (Кобра)
Стари трапер је 6. епизода стрип серијала Кобра. Објављен је премијерно у магазину YU стрип, бр. 186/1, који је тада још увек излазио као посебно издање ЕКС алманаха у издању Дечјих новина. Цена магазина износила је 10 динара. Свеска је објављена у 04.09.1979. год.
Сценарио је написао Светозар Обрадовић, а епизоду нацртао Бранислав Керац. Епизода је имала 20 страна. Нацртана је између 28.01-17.02.1979.

## Кратак садржај
Филмски ветеран Лари и Кобра су пријатељи који заједно снимају траперски филм. Након завршеног снимања једне каскадерске сцене, Кобра сазнаје да Ларију прети смрт атентатом. Лари му објашњава да је најпре код осигуравајућег друштва Бојд осигурао свој живот на велику суму, а потом код Кена Тарнера, локалног гангстера, наручио сопствено убиство да би могао да од осигуравајућег друштва плати школовање своје кћерке у Европи. Пошто је сада поново добио ангажман на филму, Лари поново има пара и хтео би да обустави заверу против себе. Проблем у томе што је Кен Тарнер, због обрачуна гангстерских банди, тренутно у изолацији не комуницира ни са ким. Кобра се нуди да му помогне.

## Реприза епизоде
Епизода је поново објављена у ЕКС алманаху бр. 529. који је изашао 01.11.1988. Свеска је коштала 1.100 динара.